# Кутовщина
Ку́товщина (бел. Кутаўшчына) — деревня в Барановичском районе Брестской области Белоруссии. Входит в состав Городищенского сельсовета. Население — 11 человек (2023).
Название образовано от основы кут: куты — убогие избы, наспех сколоченные, без видимой планировки, также отдалённые постройки, расположенные где-то далеко от основного массива поселения.

## География
Расположена в 30 км по автодорогам к северу от центра Барановичей, на расстоянии 6,5 км по автодорогам к северо-востоку от центра сельсовета, городского посёлка Городище, на правом берегу речки Сервечь (у водохранилища Кутовщина).

## История
В 1909 году — деревня Циринской волости Новогрудского уезда Минской губернии, 18 дворов и 189 жителей, действовали кирпичный завод и народное училище, рядом находилось одноимённое имение (1 двор, 50 жителей).
После Рижского мирного договора 1921 года — в составе гмины Цирин Новогрудского повета Новогрудского воеводства Польши, 10 дворов.
С 1939 года — в БССР, в 1940–62 годах — в Городищенском районе Барановичской, с 1954 года Брестской области. Затем — в Барановичском районе.
В 2013 году передана из упразднённого Карчёвского сельсовета в Городищенский.

## Население
По состоянию на 1 января 2023 года в деревне проживало 11 человек в 6 хозяйствах, в том числе 0 моложе трудоспособного возраста, 8 — в трудоспособном возрасте и 3 — старше трудоспособного возраста. 
| Численность населения (по переписи) | Численность населения (по переписи) | Численность населения (по переписи) | Численность населения (по переписи) | Численность населения (по переписи) | Численность населения (по переписи) | Численность населения (по переписи) |
| 1909                                | 1921                                | 1959                                | 1970                                | 1999                                | 2009                                | 2019                                |
| ----------------------------------- | ----------------------------------- | ----------------------------------- | ----------------------------------- | ----------------------------------- | ----------------------------------- | ----------------------------------- |
| 189                                 | ↘51                                 | ↗147                                | ↘86                                 | ↘35                                 | ↘13                                 | ↘6                                  |